# The Offspring (album)
The Offspring è il primo album in studio del gruppo musicale statunitense omonimo, pubblicato il 15 giugno 1989 dalla Nemesis Records.
Uscito originariamente in vinile, nel 1995 è stato ristampato su CD dalla Nitro Records con un artwork differente. Le edizioni del 2001 e del 2017 non contengono l'ultima traccia Kill the President.
La canzone Jennifer Lost the War fu disponibile gratuitamente per il download in formato MP3 192Kbps su nitrorecords.com.

## Tracce
Testi e musiche degli Offspring (eccetto dove indicato).
1. Jennifer Lost the War – 2:35
2. Elders – 2:11
3. Out on Patrol – 2:32
4. Crossroads – 2:48
5. Demons – 3:10
6. Beheaded – 2:52 (The Offspring, James Lilja[6])
7. Tehran – 3:06
8. A Thousand Days – 2:11
9. Blackball – 3:24
10. I'll Be Waiting – 3:12
11. Kill the President – 3:22 – assente dalle edizioni del 2001 e del 2017

### Traccia bonus nell'edizione su cassetta
1. Hey Joe – 2:38 (Billy Roberts) – cover di Billy Roberts

## Formazione
Gruppo
- Greg K - basso, cori in Blackball
- Noodles - chitarra, cori in Blackball
- R. Welty - batteria
- Dexter Holland ("Keith Holland" nell'edizione su vinile) - voce, chitarra

Altri musicisti
- Jason, Jeff 1, Jeff 2, Tyler, Rick, Michelle, Marvin, Cynthia - cori in Blackball